# Nichinan
Nichinan (日南市 -shi) é uma cidade japonesa localizada na província de Miyazaki.
Em 2003 a cidade tinha uma população estimada em 44 903 habitantes e uma densidade populacional de 152,49 h/km². Tem uma área total de 294,46 km².
Recebeu o estatuto de cidade a 1 de Janeiro de 1950.

## Cidades-irmãs
- Naha, Japão
- Inuyama, Japão
- Portsmouth, EUA